# 僕の彼女を紹介します
『僕の彼女を紹介します』（ぼくのかのじょをしょうかいします、原題：내 여자친구를 소개합니다）は、2004年公開の韓国映画。強くてかわいい婦警のヨ・ギョンジンと優しい高校教師のコ・ミョンウの切ないラブストーリー。CJエンタテインメント韓国配給、ワーナー・ブラザース日本配給。韓国国内では2004年の韓国映画の年間観客動員数ランキング10位。
製作のビル・コンとエグゼクティブプロデューサーのフィリップ・リーは、『グリーン・デスティニー』や『LOVERS』などでコンビを組んでいる香港映画人である。
日本での興行収入は約20億円で、『シュリ』のもつ日本における韓国映画興行記録を塗り替え、当時ではトップとなった。

## 概要
2001年の韓国映画『猟奇的な彼女』と同じ監督・主演の作品であること、また一部の場面や設定に類似が見られる。例えばこの映画はチョン・ジヒョン演じるギョンジンが駅で男性に出逢うところで終わっているが、その男性を演じたのは『猟奇的な彼女』でチョン・ジヒョンの相手役を演じたチャ・テヒョンである。また、その『猟奇的な彼女』の冒頭にも恋人を失った女性（チョン・ジヒョン）を男性（チャ・テヒョン）が駅で助ける場面がある。日本で韓国映画記録を塗り替えられたのは『猟奇的な彼女』の人気と、それに続く作品としての期待度の高さであったと言える。
主題歌はボブ・ディラン「天国への扉」をYoumeが歌った。挿入歌として使われたX JAPANの「Tears」は1993年に発表されたもので、その歌詞からイメージを膨らませて監督・脚本のクァク・ジェヨンが主人公のチョン・ジヒョンのために作ったとされている。ちなみに韓国でもX JAPANは熱烈なファンを獲得しており、監督自身も大ファンであることから、韓国映画史上初の日本語での挿入歌となる異例の決定であった。

## キャスト
- チョン・ジヒョン（ヨ・ギョンジン）日本語吹き替え：弓場沙織
- チャン・ヒョク（コ・ミョンウ）日本語吹き替え：川島得愛
- キム・テウク（キム・ヨンホ）日本語吹き替え：木下浩之
- チャン・ホビン（シン・チャンス）日本語吹き替え:世古陽丸
- キム・スロ
- Youme（特別出演）
- チャ・テヒョン（特別出演）

## スタッフ
- 監督、脚本：クァク・ジェヨン
- エグゼクティブプロデューサー:フィリップ・リー
- 音楽：チェ・スンヨン

## サウンドトラック
1. Jae hwe eh theme [Reunion Theme]
2. Knockin' On Heaven's Door (Orchestra Version)
3. Myung-woo eh soo nan [The Passion of Myung-woo]
4. Ot ba ggwuh ib gi [Changing Clothes](Stay Pizzicato Ver.)
5. Il ha ja [Let's Begin!](Le Piccadilly) - Erik Satie
6. Cafe eh suh [At the Cafe]
7. Stay - Maurice Williams & Zodiacs
8. Off road [The Road Trip](Stay String Version)
9. Da sut bun jjae chung hon ja [The Fifth Suitor]
10. Sae ggi son ga rak eh jun sul [Legend of Joining Pinkies]
11. Gang mool sok eu ro [Into The River]
12. Guh gi uh di ya? [Where are you?]
13. BK Love - MC Sniper
14. Tears - X JAPAN
15. Ad balloon-geu eh son [An Ad-balloon-His Hand]
16. Jong ee bi haeng gi [Paperplane]
17. Jae hwe eh theme [Reunion Theme](Fast Version)